# Mirtenol
Mirtenol es un bio-activo aislado de las plantas del género Taxus.